# Lucio Mosquini
Lucio Antonio Mosquini (Rondonópolis, 23 de julho de 1969) é um engenheiro eletricista e político brasileiro. Tomou posse como deputado federal por Rondônia em 1 de fevereiro de 2015.

## Biografia

### Início de vida e educação
Nascido no município de Rondonópolis em 23 de julho de 1969, é casado com Ângela Mosquini com quem tem dois filhos, Julliany e Jordão Mosquini. Na juventude Lúcio participou de movimentos estudantis, entre eles a campanha pelo impeachment do ex-presidente Fernando Collor de Melo. É engenheiro eletricista formado pela Universidade Federal de Mato Grosso e pós-graduado em Controladoria Pública. Lúcio se mudou para Rondônia há 25 anos, residindo no município de Jaru. 

### Carreira profissional
Entre os cargos que desempenhou Lúcio Mosquini estão a presidência da Cooperativa Agrorural de Jaru/RO (Agrishow) e a vice-presidência da Associação Comercial e Industrial do mesmo município. Lúcio Mosquini foi nomeado pelo governador Confúcio Moura (PMDB) em 2011 Diretor-geral do Departamento de Estradas de Rodagem e Transportes (DER/RO). Em 2012 o Departamento de Estradas de Rodagem e Transportes foi fundido com o Departamento de Viação e Obras Públicas (Devop), ficando Lúcio Mosquini responsável pela gestão deste órgão.

### Carreira política
Em 2014 Lucio Mosquini recebeu do PMDB o convite para disputar uma das oito vagas de Rondônia na Câmara Federal. Foi eleito como quinto deputado federal mais votado, com 40.595 votos. Tomou posse como deputado federal no dia 1 de fevereiro de 2015.
Como deputado federal, votou a favor do Processo de impeachment de Dilma Rousseff. Já durante o Governo Michel Temer, votou a favor da PEC do Teto dos Gastos Públicos. Em abril de 2017 foi favorável à Reforma Trabalhista. Em agosto de 2017 votou contra o processo em que se pedia abertura de investigação do presidente Michel Temer, ajudando a arquivar a denúncia do Ministério Público Federal.